# Burgwall Hollenstedt
Der Burgwall Hollenstedt (auch: Alte Burg, Karlsburg, Burg Hollenstedt oder (althochdeutsch) holdunstedi) ist eine im 9. Jahrhundert errichtete Niederungsburg in der Nähe der Gemeinde Hollenstedt im Niedersächsischen Landkreis Harburg, die nur wenige Jahrzehnte bestand. Die rekonstruierte Ringwallanlage ist eine Außenstelle des Archäologischen Museums Hamburg.

## Lage und Aufbau
Die „Alte Burg“ von Hollenstedt liegt etwa 1,5 km südlich des Ortes in der Flussniederung auf einer sandigen Landzunge am Westufer der Este. Bis 1968 hoben sich die Reste des Burgwalls und Grabens noch schwach vom Gelände ab. Der Aufbau der Burg ließ sich aufgrund der Grabungsergebnisse nur vage rekonstruieren, dabei handelte es sich um eine ehemalige Wallburg mit einem Innendurchmesser von 80 m. Die umwallte Fläche beträgt damit etwa 0,5 ha. Vor dem Wall verlief eine 0,8 m breite Berme und einem kleinen vorgelagerten Graben von 5 m Breite und 1 m Tiefe. Der Gesamtdurchmesser inklusive Grabenanlage betrug 120 m. Der ursprünglich 8 m mächtige und bis zu 4 m hohe Wall bestand aus einer Holz-Erdekonstruktion, die auf beiden Seiten mit Heideplaggen verblendet war. Die Böschungen des Burggrabens war durch Faschinen aus Holzpflöcken und Flechtwerk gesichert. Nach Ahrens und Matthies bestand die Krone des Walles aus einer etwa 340 cm hohen Holzpalisade, die rückwärtig mit einer brusthohen Sandschüttung aufgefüllt war und auf der Innenseite des Walles durch eine Packung aus Feldsteinen gehalten wurden. An der Innenseite des Walles waren kasemattenartig 330 cm tiefe Holzgebäude mit Plaggendächern angebaut, deren Dächer auf den auf der Steinpackung des Oberbaus auflagen. Im Innern des Walles existierten mehrere Häuser von 4–5 m Breite und Längen von mindestens 16 m. Der Zugang wird an der Westseite vermutet, wo ein Bohlenweg in sanftem Bogen über das sumpfige Gelände auf ein Tor zulief.

## Ausgrabung

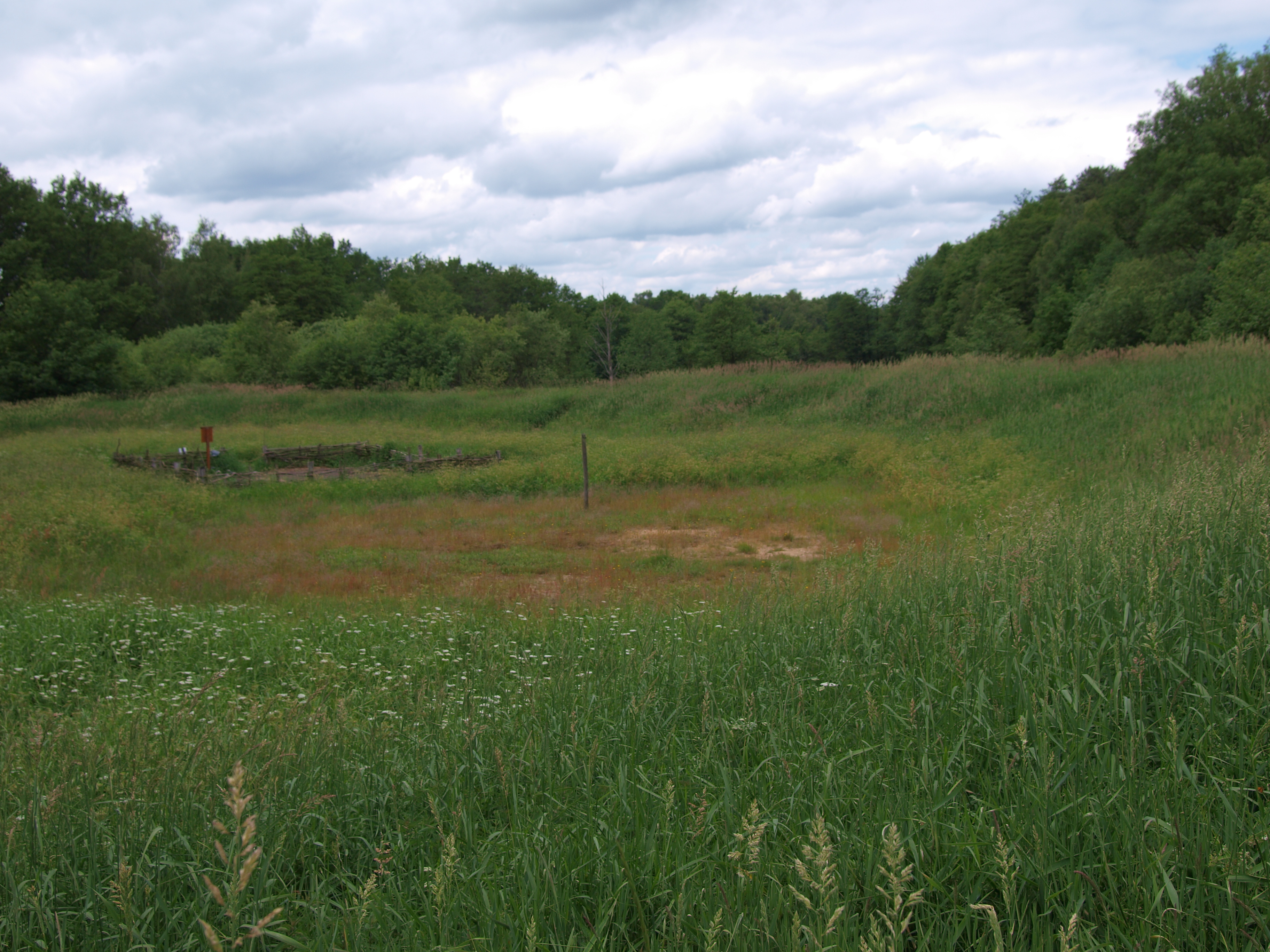
Der östliche Teil der rekonstruierten Anlage mit einem mittelalterlichen Küchengarten im Burghof

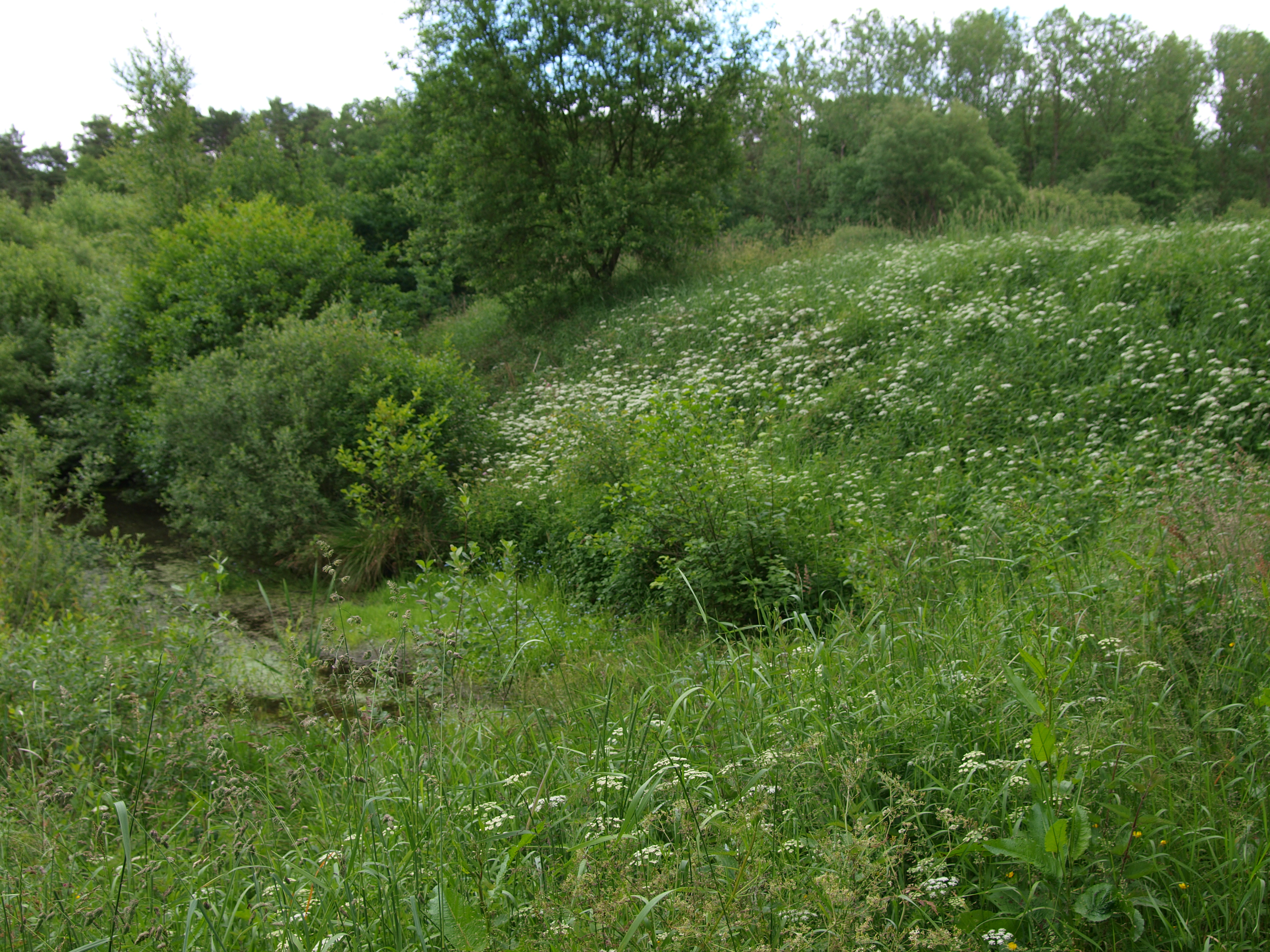
Westlicher Teil des rekonstruierten Außenwalls mit vorgelagertem Wassergraben

Die archäologische Untersuchung des Ringwalles wurde 1968 notwendig, nachdem ein Grundstückspächter zur Anlage von Fischteichen die gesamte nördliche Hälfte und den östlichen Teil der Anlage eingeebnet hatte und dabei große Teile der historischen Anlage vernichtete. Nach Trockenlegung der abgeschobenen Flächen konnten bei der anschließenden Rettungsgrabung nur noch 40 laufende Meter der untersten Wallkonstruktion dokumentiert werden. Für eine genauere Untersuchung lagen nur noch ein ungestörter Wallabschnitt mit Außenbereich im Südosten und ein Grabenabschnitt im Süden vor. Die Ausgrabungen wurden durch häufiges Hochwasser der Este und eindringendes Grundwasser erschwert. Um das Gelände dauerhaft unter Schutz stellen zu können, wurde es 1970 von der Stadt Hamburg angekauft. Eine Tordurchfahrt konnte nicht mit Sicherheit nachgewiesen werden. Aufgrund der sehr sumpfigen Umgebung der Wallanlage und zahlreichen Wegespuren im Westen der Anlage wird ein Tor am ehesten an der Westseite des Walles angenommen. Diese Theorie wurde durch eine deutliche Einmuldung des Bodens sowie eine vom übrigen Wallkörper abweichende Holzkohleschicht an diesem Wallabschnitt gestützt. Im südwestlichen Außenbereich des Walles wurden mehrere tief eingefahrene und tangential in Richtung des vermuteten Tores ausgerichtete Wegespuren gefunden, die ebenfalls auf ein Tor im Westen der Anlage hindeuten. Genauere Angaben zur Konstruktion des Tores waren nicht möglich. Ebenso konnten keine direkten Hinweise zu der Überbrückung des Burggrabens an dieser Stelle gefunden werden. Lediglich ein für diesen Bereich ungewöhnlich großer Stein an der Außenböschung des Grabens könnte als Auflager für eine Brücke gedeutet werden. Zahlreiche der im Inneren der Wallanlage gefundene Hölzer wiesen je nach der Lage in der Wallanlage verschieden starke Brandspuren auf. In einem am Wall angebauten Gebäudeteil wurden größere Mengen verfaulten Getreides und der Rest eines Mühlsteins gefunden, was dafür spricht, dass die Burganlage nicht planmäßig abgebrannt wurde. Nach der Aufgabe der Burg muss die hölzerne Kronenbebauung den Wall noch einige Zeit stabil gehalten haben. Nach deren Verrottung erodierte die Wallkonstruktion langsam. Eine dendrochronologische Datierung an 90 Proben der gefundenen Bauhölzer war nicht möglich, da die Bäume der vorgefundenen Hölzer unter abnormen Bedingungen auf extrem feuchten oder extrem trockenen Standorten gewachsen waren und nicht in die bestehenden Daten einreihbar waren.

## Geschichte
Der Ausgräber Claus Ahrens datierte die Burg anhand der Befunde auf das späte 9. Jahrhundert. Abweichend werden die Ergebnisse auch als Bau der Slawen zwischen 804 und 817 gedeutet, als die Abodriten das Gebiet durch Karl den Großen erhielten.
Eine schriftliche Erwähnung in den Fränkischen Reichsannalen aus dem Jahr 804 ist deshalb dahin zu verstehen, dass Karl der Große sein Sommerlager hier abhielt, bevor die Burg errichtet wurde:

„Nam imperator super Albiam fluvium sedebat, in loco, qui dicitur Holdunsteti, et missa ad Godofridum legatione pro perfugis reddendis medio Septembrio Coloniam venit.“

„Denn der Kaiser [Karl der Große] residierte nahe der Elbe an einem Ort, der Holunstedi heißt. Und nachdem er eine Gesandtschaft an [König] Godfried [von Dänemark] wegen der Herausgabe von Flüchtlingen abgesandt hatte ging er Mitte September nach Köln.“

Gleichwohl resultiert aus dieser Aufzeichnung der Landläufige Name Karlsburg.
Die Identifikation dieser Nachricht mit dem Burgwall wird aufgrund neuerer Ausgrabungsergebnisse von der Forschung mittlerweile abgelehnt. Mehrere von bei den Grabungen geborgene Hölzer können dendrochronologisch auf das Jahr 892 datiert werden. Für diesen Zeitraum kommt eine Errichtung durch die Stader Grafen in Frage, was auch durch den lokalen Flurnamen „Grevenhorst“ (= Grafenhorst) unterstützt wird. Die Untersuchungen haben darüber hinaus keinen Hinweis auf eine Mehrphasigkeit der Anlage ergeben. Lediglich Ausbesserungsarbeiten haben offenbar in der Mitte des 10. Jahrhunderts stattgefunden. Wer für die Zerstörung der Anlage durch ein Feuer verantwortlich war, bleibt ungeklärt.

## Rekonstruktion
Der Burgwall wurde 1980 aufgrund der Grabungsergebnisse aus den 1970er Jahren rekonstruiert, wobei eine Wiedererrichtung der hölzernen und steinernen Bauteile verzichtet wurde. Die Rekonstruktion soll dabei den Eindruck wiedergeben, den die Anlage nach ihrer Aufgabe erweckt haben könnte. Im Inneren der Burganlage Informiert eine Schautafel über die Burg und die Ausgrabungen. Im Juni 2011 errichteten Lehrer und Schüler der Hollenstedter Estetalschule in einer als Langzeitprojekt ausgelegten Zusammenarbeit mit dem Heimat- und Verkehrsverein Estetal und dem Archäologischen Museum Hamburg einen mittelalterlichen Bauerngarten mit Flechtzaun im Inneren der Wallanlage.